# James Hamilton Peabody

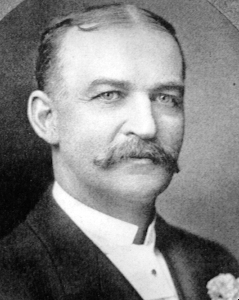
James Peabody

James Hamilton Peabody (* 21. August 1852 in Topsham, Orange County, Vermont; † 23. November 1917 in Cañon City, Colorado) war ein US-amerikanischer Politiker (Republikanische Partei) und von 1903 bis 1905 der 13. Gouverneur des Bundesstaates Colorado.

## Frühe Jahre und politischer Aufstieg
James Peabody besuchte die öffentlichen Schulen seiner Heimat. Danach absolvierte er Handelsschulen in Barre und Burlington. Nach einem Umzug nach Colorado beteiligte er sich ab 1875 in Cañon City an einem Gemischtwarenladen. Nachdem er die Tochter des Besitzers geheiratet hatte, übernahm er im Jahr 1882 den Laden von seinem Schwiegervater.
Zwischen 1885 und 1889 war Peabody bei der Kreisverwaltung des Fremont County tätig. Außerdem war er an der Gründung der First National Bank of Cañon City beteiligt, deren Präsident er 1891 wurde. Zudem war er Leiter des lokalen Stromversorgers dieser Stadt. In Cañon City war er für jeweils zwei Jahre Kämmerer, Stadtrat und Bürgermeister. Im Jahr 1902 wurde er zum neuen Gouverneur seines Staates gewählt, wobei er sich mit 47:43 Prozent der Stimmen gegen den Demokraten E. C. Stimson durchsetzte.

## Gouverneur von Colorado
James Peabody trat sein neues Amt am 13. Januar 1903 an. Seine gesamte zweijährige Amtszeit war von Arbeitskämpfen und Streiks im Bergbau überschattet. Dabei ging es um das Gehalt der Bergleute und die Anerkennung der Gewerkschaften als Vertreter der Arbeitnehmer. Der Gouverneur setzte in diesen Auseinandersetzungen oft die Nationalgarde ein, um die Ruhe im Land wiederherzustellen. Trotzdem kam es zu zeitweise gewalttätigen Ausschreitungen. In den Auseinandersetzungen stand der Gouverneur auf Seiten der Arbeitgeber, was ihm im Jahr 1904 die Wiederwahl kostete. Im Übrigen konnten die Arbeitnehmer durch die Streiks einen Erfolg verbuchen, indem der Achtstundentag im Bergbau durchgesetzt werden konnte.
Die Gouverneurswahl 1904 verlief unter skandalösen Bedingungen. Zunächst wurde der frühere Gouverneur Alva Adams als Kandidat der Demokratischen Partei zum Wahlsieger erklärt. Damit schied Peabody am 10. Januar 1905 aus seinem Amt aus. Doch Peabody focht die Wahl am 12. Januar wegen angeblichen Wahlbetrugs an. Wie sich später herausstellte, wurde dieser von beiden Seiten begangen. Das Oberste Gericht von Colorado stimmte zu, diejenigen Stimmbezirke nicht zu berücksichtigen, in denen Wahlbetrug vorgekommen war, während Hinweise auf Wahlbetrug durch die Republikaner ignoriert wurden. Nur dadurch gelang es, einen Stimmenvorsprung für Peabody zu ermitteln. In Anbetracht der Lage entschlossen sich die Demokraten, wenigstens Peabody als Gouverneur zu verhindern. Man einigte sich darauf, dass Peabody nur als Gouverneur vereidigt würde, wenn er bereit sei, sofort zurückzutreten. Mit Peabodys Vereidigung am 16. März 1905 war Adams seines Amtes enthoben. Unmittelbar nach Peabodys Rücktritt am folgenden Tag wurde Vizegouverneur Jesse Fuller McDonald als neuer Gouverneur vereidigt. Dieser Vorgang hatte einen negativen Beigeschmack und schadete dem Ansehen Colorados.
Nach dem Ende seiner Gouverneurszeit zog sich Peabody aus der Politik zurück. Er kehrte nach Cañon City zurück und widmete sich seinen verschiedenen privaten Interessen. James Peabody starb im November 1917. Mit seiner Frau Frances Clelland hatte er vier Kinder.